# Akinori Nishizawa
Akinori Nishizawa (n. 18 iunie 1976) este un fost fotbalist japonez.

## Statistici
| Japonia | Japonia | Japonia |
| An      | Meciuri | Goluri  |
| ------- | ------- | ------- |
| 1997    | 5       | 2       |
| 1998    | 0       | 0       |
| 1999    | 0       | 0       |
| 2000    | 11      | 6       |
| 2001    | 8       | 1       |
| 2002    | 5       | 1       |
| Total   | 29      | 10      |